# DASA
DASA (även Deutsche Aerospace AG och DaimlerChrysler Aerospace AG) var en tysk luft- och rymdfartskoncern som tillhörde Daimler-Benz och från 1998 DaimlerChrysler.
Deutsche Aerospace AG skapades 19 maj 1989 genom sammanslagningen av Daimler-Benzkoncernens dotterbolag.
- Dornier GmbH
- MTU Motoren- und Turbinen-Union München/Friedrichshafen GmbH
- två delar av  AEG

6 september 1989 tog DASA över Messerschmitt-Bölkow-Blohm och blev Tysklands klart största luft- och rymdfartskoncern.
2000 blev DASA en del av den europeiska koncernen EADS genom sammanslagning med Aérospatiale-Matra  och CASA. MTU avyttrades för att fortsätta vara en del av DaimlerChrysler fram till 2003 då DaimlerChrysler sålde det till KKR. DaimlerChrysler äger delar av EADS.